# جاك هاغر
جيكوب «جاك» هاغر (بالإنجليزية: Jack Hager)‏ (بالإنجليزية: Jacob "Jake" Hager) (ولد 24 مارس، 1982)  هو مصارع أمريكي سابق. وفنان قتال مختلط حاليًا يقاتل في اتحاد (بيلاتور) كان موقع لمنظمة دبليو دبليو إي. حيث يصارع بالاسم جاك سواغر.
قبل أن يظهر سواغر في قسم إي سي دبليو، كان يتدرب في منظمة فلوريدا تشامبيونشيب ريسلينغ، حيث كان هناك بطل بطولة إف سي دبليو ساوثرن للوزن الثقيل وبطل بطولة إف سي دبليو للوزن الثقيل. وعندما جاء سواغر إلى قسم إي سي دبليو أصبح بطل العالم للوزن الثقيل عندما ربح بطولة إي سي دبليو في شهر يناير عام 2009. في عام 2010، وبينما لا يزال سواغر عضوًا في راو، استطاع أن يفوز بمباراة موني إن ذا بنك التي أقيمت في رايسلمانيا إكس إكس في أي. بعدها بيومين، تخلص من الحقيبة عندما لعب مباراة على لقب بطولة دبليو دبليو إي العالمية للوزن الثقيل أمام كريس جيريكو وفاز بها. ليصبح بذلك بطل العالم مرتين.

## المسيرة في مصارعة المحترفين

### المسيرة المبكرة
انضم هاغر إلى (جامعة أوكلاهوما) باعتباره لاعبا لرياضتين. وهناك، لعب هاغر كرة القدم، حيث كان يلعب خلف لاعبي دوري كرة القدم الأمريكي (إن إف إل) تومي هاريس وداستي دفوريكيك. ونظرا للعبه المصارعة في المرحلة الثانوية، انضم إلى فريق المصارعة في سنته الثانية في الجامعة. وأثناء سنته الأولى في الجامعة، التقى بجيم روس، الذي كان آنذاك رئيس قسم العلاقات والمواهب في منظمة دبليو دبليو إي، وخلال لقائه به، طلب روس من هاغر الاتصال به بعد أن يتخرج. وفي عام 2006، أصبح هاغر أكثر المصارعين الذين يثبتون خصومهم، حيث ثبتهم 30 مرة. وبعد ذلك، تخرج من جامعة أوكلاهوما مع شهادة البكالوريوس في العلوم المالية.

### دبليو دبليو إي (2006- حتى الآن)

#### منظمات التدريب (2006-2008)
ظهر سواغر لأول مرة في منظمة ديب سواث ريسلينغ (دي إس دبليو) التابعة للدبليو دبليو إي عندما هزم أنطونيو مستير في مباراة مظلمة أقيمت في سبتمبر 2006. واصل سواغر اللعب في المباريات المظلمة إلى أن انتقل إلى منظمة أوهايو فالي ريسلينغ (أو في دبليو) في يناير 2007. ظهر سواغر لأول مرة في منظمة أو في دبليو عندما هزم أطلس دابون. بعدها، بدأ عداوة مع كي.سي جيمس. كما بدأ يتعاون مع عدة مصارعين لكي يهزموا فريق كي. سي جيمس وزميله كاسيدي جيمس.
في أغسطس 2007، أنتقل سواغر إلى منظمة فلوريدا تشامبيونشيب ريسلينغ (إف سي دبليو)، حيث بدأ عداوة مع تي جي ويلسون. في 15 فبراير، 2008 لعب سواغر مباراة باتل رويل ل23 مصارع أقيمت في تامبا، فلوريدا حيث تغلب على تيد ديبياسي الإبن ليصبح سواغر أول بطل لبطولة إف سي دبليو فلوريدا.
في 22 مارس، 2008، لعب سواغر ضد بطل بطولة إف سي دبليو سوثرن للوزن الثقيل هيث ميلير في نيو بورت ريتشي، فلوريدا لمعرفة من هو بطل الوزن الثقيل الحقيقي. انتهت المباراة بفوز سواغر الذي أصبح البطل غير المتنازع عليه في منظمة فلوريدا تشامبيونشيب ريسلينغ.
أول خسارة لسواغر كانت في مباراة مظلمة جرت في 18 مارس، 2008 في راو عندما خسر لويليام ريغال.

#### إي سي دبليو وراو (2008-2009)
ظهر سواغر لأول مرة في قسم إي سي دبليو في 9 سبتمبر، 2008 حيث ظهر باسم جاك سواغر. وبدأ يربح مبارياته التي كانت ضد مصارعين محليين. ثم بدأ يظهر شخصيته المكروهة عندما كان يرفض أن يرفع الحكم يده بعد أن ينتصر في مبارياته. بعدها، بدأ عداوة مع تومي دريمر عندما هاجم سواغر دريمر الذي كان ينقذ تشيس ستيفن من أيدي مايك نوكس. وأثناء عداوتهم، حقق سواغر عدة انتصارات على دريمر. منها، انتصار في «مباراة مصارعة»، «انتصار في تحدي أول اميركان». وانتهى عداوتهم بعدة عدة أسابيع في مباراة إكستريم رولز التي ربحها سواغر لتتواصل سلسلة انتصارته.
بدأ سواغر في التركيز على بطولة إي سي دبليو التي كان يحملها مات هاردي، حيث ربح سواغر مباراة المتحدي الأول في 30 ديسمبر لمواجهة هاردي. في 13 يناير، 2009، في حلقة إي سي دبليو نجح سواغر في الفوز بالبطولة بعد أن تغلب على مات هاردي. حيث كانت تلك بطولته الأولى في الدبليو دبليو إي. وانتهت سلسلة انتصاراته بعد أن فاز فينلي عليه في مباراة ليست على اللقب. بعد أن نجح سواغر في الحفاظ على بطولته في حدث رويال رامبل أمام مات هاردي وفي حدث نو واي أوت أمام فينلي، بدأ سواغر عداوة مع العائد كريستان الذي خسر سواغر أمامه في مباراة على اللقب أقيمت في حدث باكلاش. حيث حافظ سواغر على البطولة لمدة 104 أيام. بعد أن خسر اللقب، بدأ سواغر في محاولة استعادته في مباراة ثلاثية أقيمت بينه وبين كريستان وبين تومي دريمر في حدث إكستريم رولز. لكنه لم يكن موفقا. ثم حاول مرة أخرى أن يفوز بها في مباراة سكرامبل ماتش غير أنه لم يكن موفقا.
في 29 يونيو، انتقل سواغر إلى قسم راو، وظهر لأول مرة في مباراة غانتلت ثلاثة ضد واحد التي لعبت ضد بطل الدبليو دبليو إي راندي أورتن. حيث انسحب سواغر من المباراة في محاولة لإبهار راندي أورتن. في 13 يوليو، فاز سواغر بأولى مبارياته في راو عندما تغلب على مونتيل فونتافيوس بورتر (إم في بي). وبدأ بعدها عداوة معه استمرت لأسابيع قبل أن تنتهي في حدث سمرسلام 2009 عندما فاز إم في بي عليه. وبعد أن انتهت عداوته مع إم في بي، بدأ سواغر في محاولة الفوز بلقب الولايات المتحدة، حيث لعب أول مباراة على اللقب في 21 سبتمبر ضد البطل كوفي كنغستون. غير أنه خسر المباراة عندما سرق حزام البطولة وخرج من الحلبة به. غير أن كنغستون سرق الحزام من سواغر عندما لعب سواغر مباراة ضد ذا ميز. وحاول سواغر الفوز بالبطولة في مباراة ثلاثية أقيمت بينه وبين كوفي كنغستون وبين ذا ميز في حدث هيل إن سيل غير أنه لم يكن موفقا.

#### بطل العالم للوزن الثقيل (2010)

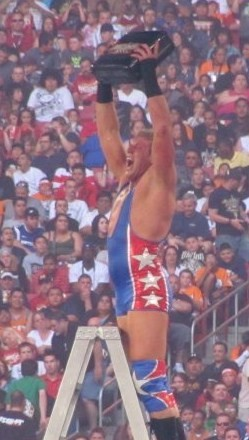
جاك سواغر بعد أن ربح مباراة موني إن ذا بنك في راسلمينيا إكس إكس في أي

في رايسلمانيا إكس إكس في أي، استطاع سواغر أن يفوز بمباراة موني إن ذا بنك بعد رمى الحقيبة على كريستان وامسك بها مرة أخرى. مما يمنحه فرصة للعب مباراة على لقب بطولة الدبليو دبليو إي أو بطولة دبليو دبليو إي العالمية للوزن الثقيل في أي وقت يشاء خلال عام. بعدها بيوم في راو، حاول سواغر أن يلعب مباراة أمام بطل بطولة الدبليو دبليو إي جون سينا، إلا أنه غير رأيه عندما علم أن سينا في صحة جيدة وسيهزمه.
بعدها في 2 أبريل، في حلقة سماكداون، تخلص سواغر من الحقيبة عندما فاز على كريس جيريكو ليصبح بطل بطولة دبليو دبليو إي العالمية للوزن الثقيل. في 16 أبريل في حلقة سماكداون، نجح في الحفاظ على البطولة في مباراة ثلاثية أقيمت بينه وبين كريس جيريكو وإيدج. كما نجح في الحفاظ عليها في مباراة إكستريم رولز جرت في حدث إكستريم رولز ضد راندي أورتن.

## في المصارعة
- الحركات القاضية
  - بايتريوت لوك (قفل الكاحل)
  - غت رينش بوربومب[37][38]
  - ريد، وايث، اند بلو ثندر (سبن أوت بوربومب)-2008[39]
- حركات معروف بها
  - أبدومنيال ستريتش[40]
  - كورنر سلينشوت سبلاش[37]
  - حركة سوبليكس بشكل مختلف في كل مرة
    - جيرمان سوبليكس[37]
    - غت رينش سوبليكس.[41]
    - فيرتكال سوبليكس[37][42]

  - أوكلاهوما ستمبد[37]
  - رننغ ني لفت[43]
- الألقاب
  - «ذي أول اميركان أميركان»[39]
  - «مستر موني إن ذا بنك»
- أغنية الدخول
  - «غت داون أون يور ني».[44] بواسطة إيج اغنيتس ذا ماشين[45] (منذ نوفمبر 2008- حتى الآن)

## بطولات وجوائز
- فلوريدا تشامبيونشيب ريسلينغ
  - بطولة إف سي دبليو فلوريدا للوزن الثقيل (مرة) [18]
  - بطولة إف سي دبليو سوثرن للوزن الثقيل (مرة)[19]
- برو ريسلينغ إيلوستريتد
  - بي دبليو أي وضعته في المركز الثامن عشر في قائمة أفضل 500 مصارع جوائز بي دبليو اي 500 لعام 2009[46]
- وورلد ريسلينغ إنترتاينمينت / دبليو دبليو إي
  - بطولة إي سي دبليو (مرة) [47]
  - السيد. ماني إن ذا بانك (2010)[35]
  - بطولة العالم للوزن الثقيل (مرة)
  - بطولة دبليو دبليو إي الولايات المتحدة الأمريكية (مرة)

## وصلات خارجية
- جاك هاغر على موقع IMDb (الإنجليزية)
- جاك هاغر على موقع قاعدة بيانات الفيلم (الإنجليزية)
- جاك هاغر على موقع بيلاتور (الإنجليزية)
- جاك هاغر على موقع شيردوغ (الإنجليزية)
- جاك هاغر على موقع دبليو دبليو إي (الإنجليزية)
- جاك هاغر على موقع WrestlingData.com (الإنجليزية)
- جاك هاغر على موقع CageMatch worker (الإنجليزية)
- جاك هاغر على موقع قاعدة بيانات المصارعة على الإنترنت (الإنجليزية)
- جاك هاغر على موقع عالم المصارعة على الإنترنت (الإنجليزية)
- جاك سواغر في دبليو دبليو إي دوت كوم